# Percnon affine
Percnon affine is een krabbensoort uit de familie van de Percnidae. De wetenschappelijke naam van de soort is voor het eerst geldig gepubliceerd in 1853 door H. Milne Edwards.